# Жерлыгаз
Жерлыгаз (каз. Жерлігаз) — пересыхающее озеро в Карабалыском районе Костанайской области Казахстана. Находится в 5 км к югу от села Назаровка.
По данным топографической съёмки 1958 года, площадь поверхности озера составляет 4,53 км². Наибольшая длина озера — 3,2 км, наибольшая ширина — 1,8 км. Длина береговой линии составляет 8,4 км, развитие береговой линии — 1,1. Озеро расположено на высоте 213,1 м над уровнем моря.